# Savanna (Illinois)
Savanna – miasto w Stanach Zjednoczonych, w stanie Illinois, w hrabstwie Carroll.